# Хелминска земя
Хелминската земя (на полски: Ziemia chełmińska; на немски: Kulmerland) е историческа област в северната част на Централна Полша. Столица е град Хелмно.

## География
Областта се намира на десния бряг на Висла от устието на река Дрвенца на юг до устието на река Оса на север. Тя обхваща земи от Куявско–Поморското и Варминско-Мазурското войводства.

## Граници
На север граничи с Померелия и Помезания, на изток с Мазурия, на юг с Добжинска земя и на запад с Куявия. От XIII век към областта се причисляват Любавската и Михаловската земи.

## Градове
- Хелмно
- Торун
- Груджьондз
- Любава
- Хелмжа

## Фотогалерия
- Хелмно
- Висла при Груджьондз
- Торун
- Груджьондз
- Любава